# Sverre Wilberg
Sverre Wilberg (født 24. december 1929 i Fredrikstad, død 19. juli 1996 i Oslo) var en norsk skuespiller, som mest var kendt fra sin rolle som kriminalinspektør Hermansen i de norske Olsenbanden-film. Han var en stor del af sin karriere ansat ved Det norske teater.

## Biografi

### Teater
Wilberg blev uddannet ved det kongelige akademi for drama Royal Academy of Dramatic Art i London mellem 1953 og 1955, og var ansat ved Trøndelag Teater fra 1955 til 1958. Derefter havde han opgaver ved Folketeatret, Chat Noir, Oslo Nye Teater og Fjernsynsteatret. Fra 1971 var han aktiv ved Det norske teater, hvor han spillede med i en række komedier, blandt andet Pære i En midtsommernattsdrøm og som Amor i Geir Sveaas' opsætning af Holbergs Ulysses von Itachia. Han har også spillet med i realistiske stykker som blandt andet direktøren i Stiftelsen af Antonio Buero Vallejo, flere Brecht-skikkelser, samt klassikeroppgaver som Kreon i Evripides' Medea. I 1980-tallet gjorde han sig bemærket som Gud i Goethes Faust og som Claudius i Hamlet. 
Wilberg var aktiv i 42 år i norsk teaterliv, og de sidste 25 år var han knyttet til Det norske teater, hvor han spillede mere end 100 forskellige roller

### Film og tv
Wilberg debuterde på film i 1959 i 5 loddrett, og fik sidenhen rollen som Hermansen i 12 Olsenbanden-film, samt roller i Smuglere (1968), Skulle det dukke opp flere lik, er det bare å ringe (1970) og Kamilla og tyven (1988). Hans sidste filmrolle var i Markus og Diana fra 1996. På tv var han for sine gæsteroller i komedieserien Mot i brøstet. Han var også med i episoden Vinterferie af komideserien Fleksnes fataliteter. Episoden blev imidlertid aldrig vist på tv, men er tilgængelig på dvd. Mot i brøstet-episoden I Søteste Laget, som Sverre Wilberg spillede doktor i, er seneret blevet dedikeret til ham.

## Filmografi (film og tv)
| År   | Film                                                  | Rolle               |
| ---- | ----------------------------------------------------- | ------------------- |
| 1996 | Markus og Diana                                       | Kelner              |
| 1993 | Mot i brøstet (TV-serie)                              | Doktor              |
| 1988 | Kamilla og tyven                                      | Kelner              |
| 1984 | ...men Olsenbanden var ikke død!                      | Hermansen           |
| 1982 | Olsenbandens aller siste kupp                         | Hermansen           |
| 1981 | Olsen-bandens flugt over plankeværket                 | Nordmænd            |
| 1981 | Olsenbanden gir seg aldri                             | Hermansen           |
| 1979 | Olsenbanden og Dynamitt-Harry mot nye høyder          | Hermansen           |
| 1978 | Olsenbanden + Data-Harry sprenger verdensbanken       | Hermansen           |
| 1977 | Olsenbanden og Dynamitt-Harry på sporet               | Hermansen           |
| 1976 | Bør Børson II                                         | Ivar Zolen          |
| 1975 | Olsenbandens siste bedrifter                          | Hermansen           |
| 1975 | Min Marion                                            | Fotografen          |
| 1974 | Olsenbanden møter Kongen & Knekten                    | Hermansen           |
| 1974 | Bør Børson Jr.                                        | Ivar Zolen          |
| 1973 | To fluer i ett smekk                                  | Streken             |
| 1973 | Olsenbanden og Dynamitt-Harry går amok                | Hermansen           |
| 1972 | Når villdyret våkner                                  | Colonel             |
| 1970 | Olsenbanden og Dynamitt-Harry                         | Hermansen           |
| 1970 | Skulle det dukke opp flere lik, er det bare å ringe … | Politibetjent       |
| 1969 | Olsen-Banden                                          | Hermansen           |
| 1968 | De ukjentes marked                                    |                     |
| 1968 | Bare et liv - historien om Fridtjof Nansen            |                     |
| 1968 | Smuglere                                              |                     |
| 1968 | Sus og dus på by'n                                    | Bilhandleren        |
| 1968 | Mannen som ikke kunne le                              |                     |
| 1967 | Martha                                                | Skibsreder Amundsen |
| 1966 | Før frostnettene                                      |                     |
| 1964 | Klokker i måneskinn                                   |                     |
| 1963 | Vildanden                                             | Lakei               |
| 1959 | 5 loddrett                                            | Hovmester           |

## Andre roller
Han har også en rolle i hørespillet God aften, mitt navn er Cox: Den lille heksen.